# Akiko Kamei
Pour les articles homonymes, voir Kamei.
Akiko Kamei (亀井亜紀子, Kamei Akiko), née le 14 mai 1965, est une femme politique et militante écologiste japonaise, représentant la préfecture de Shimane pour le Nouveau Parti du peuple à la Chambre des conseillers du Japon, avant de rejoindre le Parti démocrate constitutionnel et de siéger à la Chambre des représentants.

## Jeunesse et études
Kamei naît le 14 mai 1965 à Tokyo. Elle effectue ses études à l'université Gakushūin, avant de poursuivre ses études au Canada à l'université Carleton,. De retour au Japon, elle travaille en tant qu'interprète lors de diverses occasions, comme lors des jeux olympiques de Nagano en 1998 ou au Tokyo DisneySea,.
Elle ne manifeste pas une intention particulière à rejoindre le monde politique, mais devient la secrétaire de son père, Hisaoki Kamei (en), membre du Parti libéral-démocrate, en 2004 pour l'accompagner dans ses dernières années avant sa retraite. Ce dernier démissionne en 2005 à la suite du vote de la privatisation postale, quitte le PLD et participe à la formation du Nouveau Parti du peuple.

## Carrière électorale
En mai 2007, elle annonce se présenter aux élections à la chambre des conseillers du Japon de la même année (en), sous l'investiture du Nouveau Parti du peuple, pour continuer le combat politique de son père, et changer la politique dans la préfecture de Shimane.
En 2009, le Nouveau Parti du peuple prend part aux coalitions gouvernementales des premiers ministres Yukio Hatoyama et Naoto Kan, et l'oncle de Kamei, Shizuka Kamei, entre aux gouvernements en tant que représentant du NPP. Néanmoins, en 2012, Akiko et Shizuka Kamei se heurtent au cabinet Noda et à sa gestion du projet de loi sur l'augmentation de la taxe à la consommation. Ils menacent alors de quitter la coalition gouvernementale, mais le NPP refuse de quitter le gouvernement, conduisant à une démission du NPP des deux Kamei, qui siègent ainsi en indépendants,.
Elle fonde en 2012 le parti du Vent vert (en), avec Yasue Funayama et Kuniko Tanioka, d'autres conseillères dissidentes, un parti d'opposition axé autour de positions progressistes, d'écologie politique, de l'opposition au nucléaire, de l'opposition à l'accord de partenariat transpacifique et une réforme du système politique japonais en général.
Akiko Kamei se présente ensuite aux élections à la chambre des conseillers du Japon de 2013, cette fois soutenue par le Parti démocrate du Japon et le parti du Vent vert (en), les deux partis ayant fait serment d'unité sur les décisions politiques en vue de cette élection. Elle n'est pas réélue à l'issue de ce scrutin, et perd ainsi son siège à la chambre des conseillers. Elle rejoint en 2016 le Parti démocrate du Japon, à la suite de la dissolution du parti du Vent vert.
Elle se présente en 2017 aux élections législatives japonaises de la même année, dans la première circonscription de la préfecture de Shimane, sous l'investiture du nouvellement formé Parti démocrate constitutionnel, en opposition à Hiroyuki Hosoda, du Parti libéral-démocrate. Si elle échoue à se faire élire, elle accède néanmoins à la Diète du Japon grâce à la représentation proportionnelle,. Elle est candidate à sa succession en 2021, mais ne parvient pas à se faire réélire, souffrant notamment de la candidature indépendante d'une homonyme,.
À la suite du décès en 2023 de Hiroyuki Hosoda, une élection partielle a lieu en 2024 dans la première circonscription de Shimane, où Kamei se présente en tant que candidate de l'opposition, soutenue par le PDC. Elle est élue le 29 avril 2024, à l'issue de ce scrutin, dans un bastion historiquement conservateur, tenu par le PLD depuis des décennies,. Kamei profite d'un fort vote contre l'administration Kishida, engluée dans des différents scandales financiers. Cette victoire est perçue par différents analystes politiques comme un sévère revers pour le gouvernement de Fumio Kishida,. Kamei est candidate à sa réélection lors des élections législatives japonaises de 2024, et conserve son siège, cette fois opposée à la candidate du PLD et ancienne membre de la Chambre des représentants Emiko Takagai (ja). Elle conserve son siège à l'issue de ce scrutin, avec une large avance de voix.

## Prises de positions
Comme la majorité des conseillers démocrates, elle s'oppose à une révision de la constitution du Japon. Elle est également opposée à l'utilisation de l'énergie nucléaire, qu'elle soit militaire ou civile, et souhaite favoriser grandement les énergies renouvelables. Elle est une fervente militante écologiste.
Sur des questions sociétales, elle se déclare favorable à l'ouverture du mariage aux couples homosexuels, et à la mise en place d'un système de quotas en politique afin de favoriser les femmes. Sur les sujets relatifs à la famille impériale, elle annonce être favorable à l'ascension au trône du Japon d'une femme, et déclare souhaiter que les femmes de la famille impériale conservent leurs titres, même après leurs mariages.
Elle milite également pour une politique japonaise plus souple en matière d'immigration, arguant que « le Japon s'enrichit en acceptant des réfugiés », estimant qu'il en va de la crédibilité du Japon sur la scène internationale.

## Vie privée
Kamei est la fille de Hisaoki Kamei (en), ancien membre de la chambre des représentants du Japon. Elle apprécie faire du piano et du ski pendant son temps libre, des passe-temps qu'elle affectionne depuis son enfance.
Elle déclare adorer Michael Jackson et les prestations du Cirque du Soleil.